# 대니얼 버넘

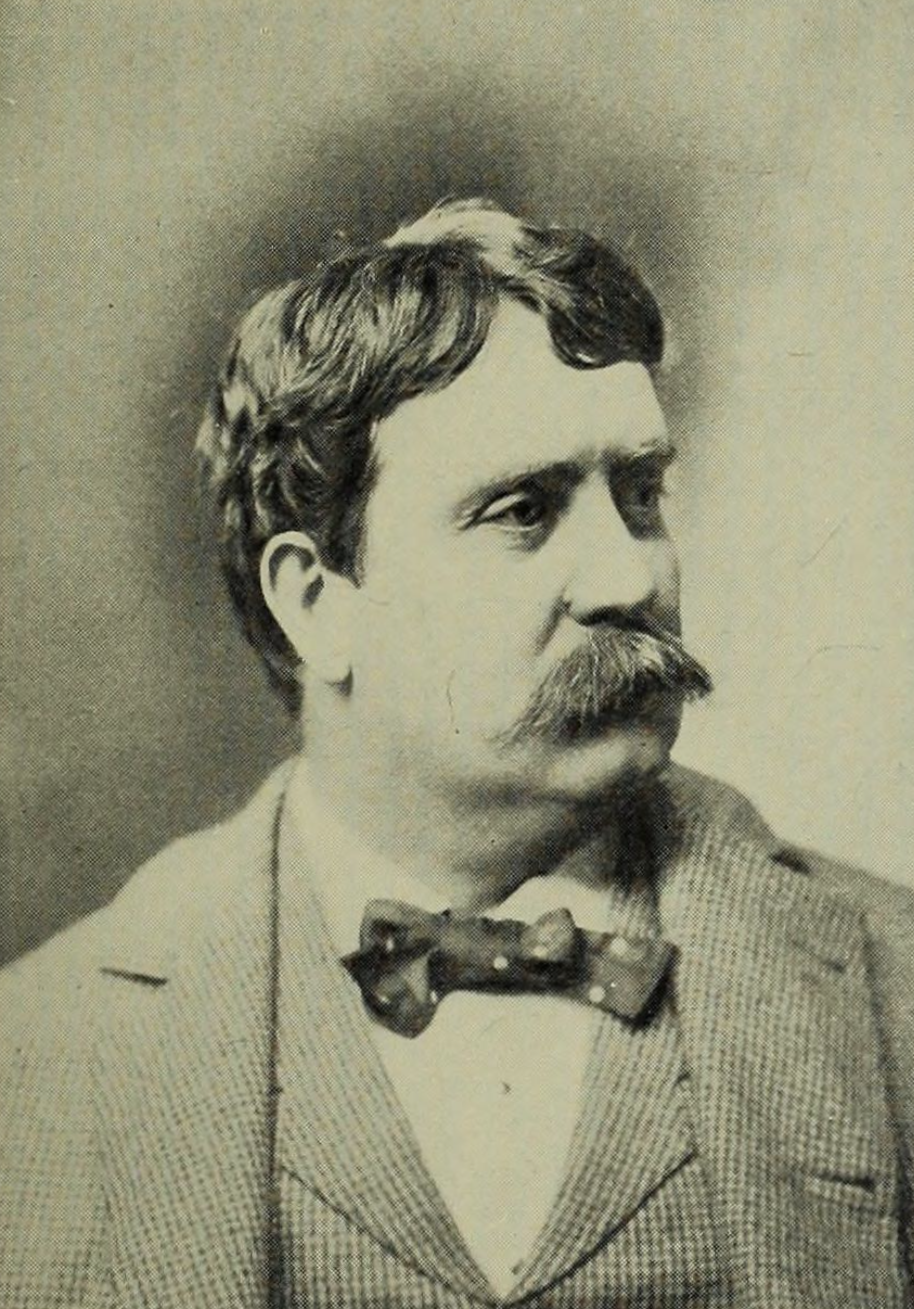
1899년 모습

대니얼 버넘(Daniel Burnham, 본명: 대니얼 허드슨 버넘, Daniel Hudson Burnham, FAIA, 1846년 9월 4일 ~ 1912년 6월 1일)은 미국의 건축가이자 도시설계자였다. 보자르 건축(Beaux-Arts) 운동의 지지자인 그는 "미국 건축계에서 지금까지 배출한 가장 성공적인 권력 중개자"일 것이다.
시카고의 성공적인 건축가로서 "화이트 시티"(The White City)라고 불리는 1892~93년 만국 콜롬비아 박람회의 작품 감독으로 선정되었다. 시카고 계획, 마닐라, 바기오, 워싱턴 D.C. 시내 계획 등 여러 도시 개발을 위한 마스터 플랜을 수립하는 데 중요한 역할을 했다. 시카고, 뉴욕시의 삼각형 모양의 플랫아이언 빌딩, 워싱턴 D.C.의 워싱턴 유니언역 (워싱턴 D.C.), 런던의 셀프리지 백화점, 샌프란시스코의 머천트 익스체인지도 디자인했다.
초고층 건물, 도시 계획, 화이트 시티로 가장 잘 알려져 있지만 번햄의 총 생산량 중 거의 1/3인 1470만 평방피트(137만 평방미터)는 쇼핑용 건물로 구성되었다.